# Mirkka Rekola
Mirkka Rekola (26. června 1931 Tampere – 5. února 2014 Helsinky) byla finská spisovatelka a básnířka.

## Život
Mirkka Elina Rekola se narodila 26. června 1931 v Tampere. Studovala filosofii na univerzitě v Helsinkách. V 1961 roce debutovala sbírkou Vedessä palaa (Oheň na vodě). Psala básně a aforismy. Byla držitelkou několika literárních cen. Zemřela v Helsinkách 5. února 2014.

## Dílo
Básně Mirkky Rekoly se považují za velmi komplikované. Přesto byly přeloženy do češtiny, angličtiny, francouzštiny, němčiny, švédštiny, maďarština a makedonštiny.

## České překlady
- REKOLA (REKOLOVÁ), Mirkka. Člun v dálce (ze sbírek Tuulen viimeinen vuosi – Anna päivä olla kaikki – Kohtaamispaikka vuosi). Světová literatura 1985, 4, s. 26–30. Přel. Jan Petr Velkoborský. REKOLA, Mirkka. Co měla jsem tehdy jiného než okno. In Finská literatura psaná ženami – ženy ve finské literatuře. Edita, Helsinki 1998, s. 13. Přel. Jan Petr Velkoborský.